# Trigonella geminiflora
Trigonella geminiflora är en ärtväxtart som beskrevs av Aleksandr Andrejevitj Bunge. Trigonella geminiflora ingår i släktet trigonellor, och familjen ärtväxter. Inga underarter finns listade i Catalogue of Life.